# Let's Talk About Love (Modern Talking)
Let's Talk About Love is het tweede album van Modern Talking. Het is de succesvolle opvolger van het eerste album The 1st Album. Let's Talk About Love werd in 1985 wereldwijd uitgebracht en bevat één internationale hit, getiteld "Cheri Cheri Lady". Het album werd geproduceerd en geschreven door Dieter Bohlen. In de Nederlandse Album Top 100 kwam het tot plaats 17 en bleef het 9 weken lang in deze hitlijst staan.

## Betrokkenen
- Rolf Köhler: zang, koor
- Thomas Anders: zang
- Michael Scholz: koor
- Detlef Wiedeke: koor
- Birger Corleis: koor
- Dieter Bohlen: producer
- Luis Rodriguez: coproducer

## Tracklist
1. Cheri Cheri Lady (3:45)
2. With a Little Love (3:33)
3. Wild Wild Water (4:17)
4. You're the Lady of My Heart (3:18)
5. Just Like an Angel (3:13)
6. Heaven Will Know (4:01)
7. Love Don't Live Here Anymore (4:20)
8. Why Did You Do It Just Tonight (4:21)
9. Don't Give Up (3:18)
10. Let's Talk About Love (3:53)